# Rick Simpson
Pour les articles homonymes, voir Simpson.
Rick Simpson est un chef décorateur américain.

## Filmographie (sélection)

### Cinéma
- 1975 : Le Jour du fléau (The Day of the Locust) de John Schlesinger
- 1976 : La Dernière Folie de Mel Brooks (Silent movie) de Mel Brooks
- 1977 : Capricorn One de Peter Hyams
- 1978 : Morts suspectes (Coma) de Michael Crichton
- 1979 : Le Champion (The Champ) de Franco Zeffirelli
- 1980 : Tom Horn de William Wiard
- 1984 : 2010 : L'Année du premier contact (2010) de Peter Hyams
- 1987 : La Veuve noire (Black Widow) de Bob Rafelson
- 1988 : Tequila Sunrise de Robert Towne
- 1990 : Dick Tracy de Warren Beatty
- 1993 : L'Affaire Pélican (The Pelican Brief) d'Alan J. Pakula
- 1993 : Tina (What's Love Got to Do with It) de Brian Gibson
- 1993 : Quand l'esprit vient aux femmes (Born Yesterday) de Luis Mandoki
- 1995 : Casino de Martin Scorsese
- 1998 : Armageddon de Michael Bay
- 2003 : 2 Fast 2 Furious de John Singleton
- 2003 : Traqué (The Hunted) de William Friedkin

### Télévision
- 1975-1976 : La Côte sauvage (14 épisodes)

## Distinctions

### Récompenses
- Oscars 1991 : Oscar des meilleurs décors pour Dick Tracy

### Nominations
- Oscars 1985 : Oscar des meilleurs décors pour 2010 : L'Année du premier contact